# Deutscher Werkbund

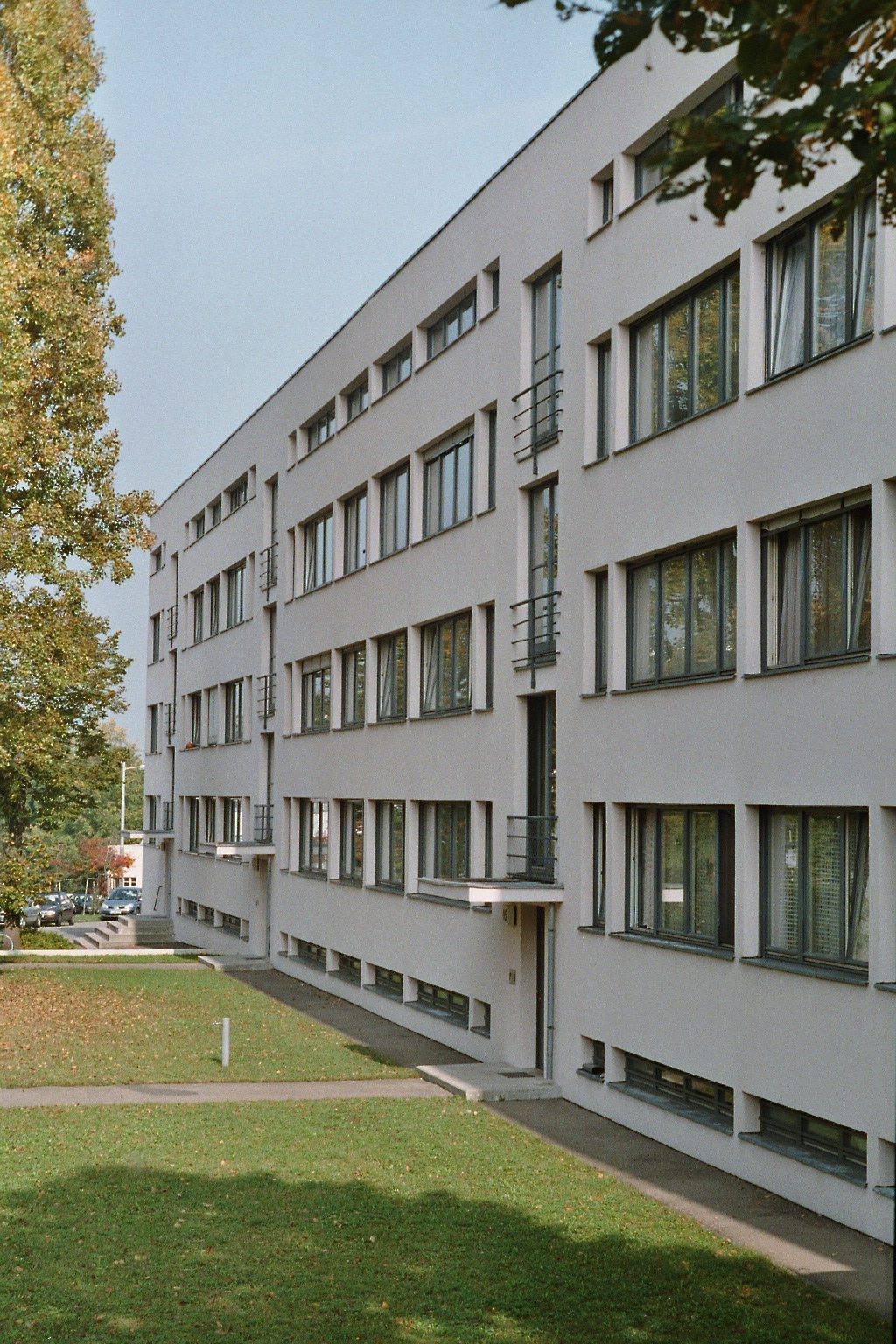
Weissenhofsiedlung

De Deutscher Werkbund is een Duitse organisatie van architecten en ontwerpers die in 1907 in München werd opgericht. Tot de oprichters behoorden twaalf kunstenaars – onder wie Behrens, Hoffmann, Olbrich, Riemerschmid en Schumacher – en twaalf ambachtsondernemingen – waaronder de Wiener Werkstätte. Hermann Muthesius was de geestelijke vader.
De oprichters van de Werkbund streefden naar een verbetering van het kunstnijverheidsonderwijs en een kwaliteitsverhoging van de gebruiksartikelen. Grotendeels beïnvloed door de Arts-and-craftsbeweging namen ze toch een opener houding aan ten opzichte van de machine. Het was de bedoeling hechtere banden te smeden tussen de kunstenaars en de industrie om zo de kwaliteit van de nationale productie te verhogen.
Tot de wapenfeiten van de Werkbund behoort onder meer de bouw van de Weissenhofsiedlung in Stuttgart, die in 1927 in het kader van een tentoonstelling onder leiding van Ludwig Mies van der Rohe tot stand kwam.